# Boguszewo (Białoruś)
Boguszewo (biał. Богушава; ros. Богушево) – wieś na Białorusi, w obwodzie brzeskim, w rejonie pińskim, w sielsowiecie Biarozawiczy.
W dwudziestoleciu międzywojennym leżało w Polsce, w województwie poleskim, w powiecie pińskim, w gminie Żabczyce. Po II wojnie światowej w granicach Związku Sowieckiego. Od 1991 w niepodległej Białorusi.